# Kostel svatého Jakuba Staršího (Černčice)
Kostel svatého Jakuba Staršího je římskokatolický filiální kostel v Černčicích. Nachází se v západní části obce a spolu se zvonicí tvoří historický základ obce. Je chráněn jako kulturní památka České republiky.

## Historie
Není známo, kdo a kdy kostel postavil. Předpokládá se ale, že se tak stalo v průběhu 14. století, kdy Černčice měli v držení páni z rodů Kouniců. Z církevních dokladů té doby vyplývá, že i v Černčicích bývala fara. První zmínka o kostele je z roku 1355, kdy je uváděn první známý kněz - plebán Dobřemil. Fara údajně stávala v nynějším školním sadě. V roce 1377 je uváděno pořízení prvního zvonu. Zánik farnosti černčické se datuje kolem roku 1500, kdy Jan Černčický z Kácova odešel na své nové sídlo do Hradiště nad Metují. Od té doby přešly Černčice pod farnost bohuslavickou. Roku 1512 je pořízen druhý zvon, v roce 1577 třetí. V roce 1580 je odstraněn dřevěný strop z barevně zdobených tabulí a nahrazen klenbou a je vestavěna kruchta na pískovcových pilíř. v roce 1610 byl kostel obílen. Roku 1617 byla přistavěna na východní straně kostela sakristie. Roku 1661 byl pořízen hlavní oltář s obrazem patrona kostela svatého Jakuba. Pohromou pro kostel byl rok 1744, kdy byl vyrabován pruským vojskem. V roce 1831 byl vybudována kazatelna. Roku 1846 byl kostel obnoven a došlo ke zrušení a zazdění postranního vstupu a k vybudování vstupu nového přes sakristii. Šindelová střecha byla nahrazena taškovou krytinou. V roce 1893 byla zhotovena křížová cesta. V roce 1907 byla střecha kostela doplněna o sanktusník se zvonkem. V době II. světové války byl zvonek sejmut a ukryt. Nalezen byl v květnu 1970 p. Josefem Ježkem v krmelci pro zvěř „ Ve stráni". V roce 1995 byla opravena střecha a vyměněny tašky. V roce 2010 byla opravena fasáda.

## Architektura
Kostel je postaven v gotickém slohu, jehož prvky jsou patrné na vstupním portálu, oknech a klenbě presbytáře. Během staletí byl kostel upravován a přestavován do dnešní podoby.

## Mobiliář
Cínová křtitelnice z roku 1585.

## Věž
V sousedství kostela se nachází čtyřpatrová renesanční zděná zvonice, stavba obranného charakteru vybudovaná roku 1613. O její výstavbu se zasloužil a majitel novoměstského panství Rudolf ze Stubenbergu. Nad vstupem do věže je v kameni vytesán erb rodu - obrácená kotva, stejně jako u věže v sousedních Bohuslavicích. Výška věže je 25 metrů, půdorys 8x8 metrů, má pět nadzemních podlaží, která jsou vzájemně propojena dřevěnými schody. První čtyři podlaží mají silné kamenné zdi, poslední podlaží, kde byly osazeny zvony, je z masivní dřevěné konstrukce obité bedněním. Z věže je výhled na Krkonoše, Orlické hory, pevnost Josefov, polské Kladsko.

## Zvony
Ještě na přelomu 19. a 20. století bývaly na zvonice tři zvony: sv. Jan Křtitel (z r. 1512, váha 10 centů), sv. Jakub (z r. 1577, váha 17 centů – asi 1200 kg) a sv. Anna (z r. 1620, váha 4 centy). V 1. sv. válce byyi zrekvírovány sv. Jakub a sv. Anna, ve 2. sv. válce i sv. Jakub. Jan se naštěstí pár měsíců po válce našel a navrátil nazpět. V roce 2012 byl odlit podle původního sv. Jakuba, který pukl roku 1907, byl přelit, ale roku 1917 zrekvírován, nový stejnojmenný zvon z dílny českého zvonaře Petra Rudolfa Manouška ze Zbraslavi. Odlit byl v dílně v holandském Astenu.

## Varhany
Původní varhany pořízeny v roce 1799. Nové varhany byly zakoupeny v roce 1907.

## Bohoslužby
Bohoslužby se konají v sobotu v 17.00

## Galerie

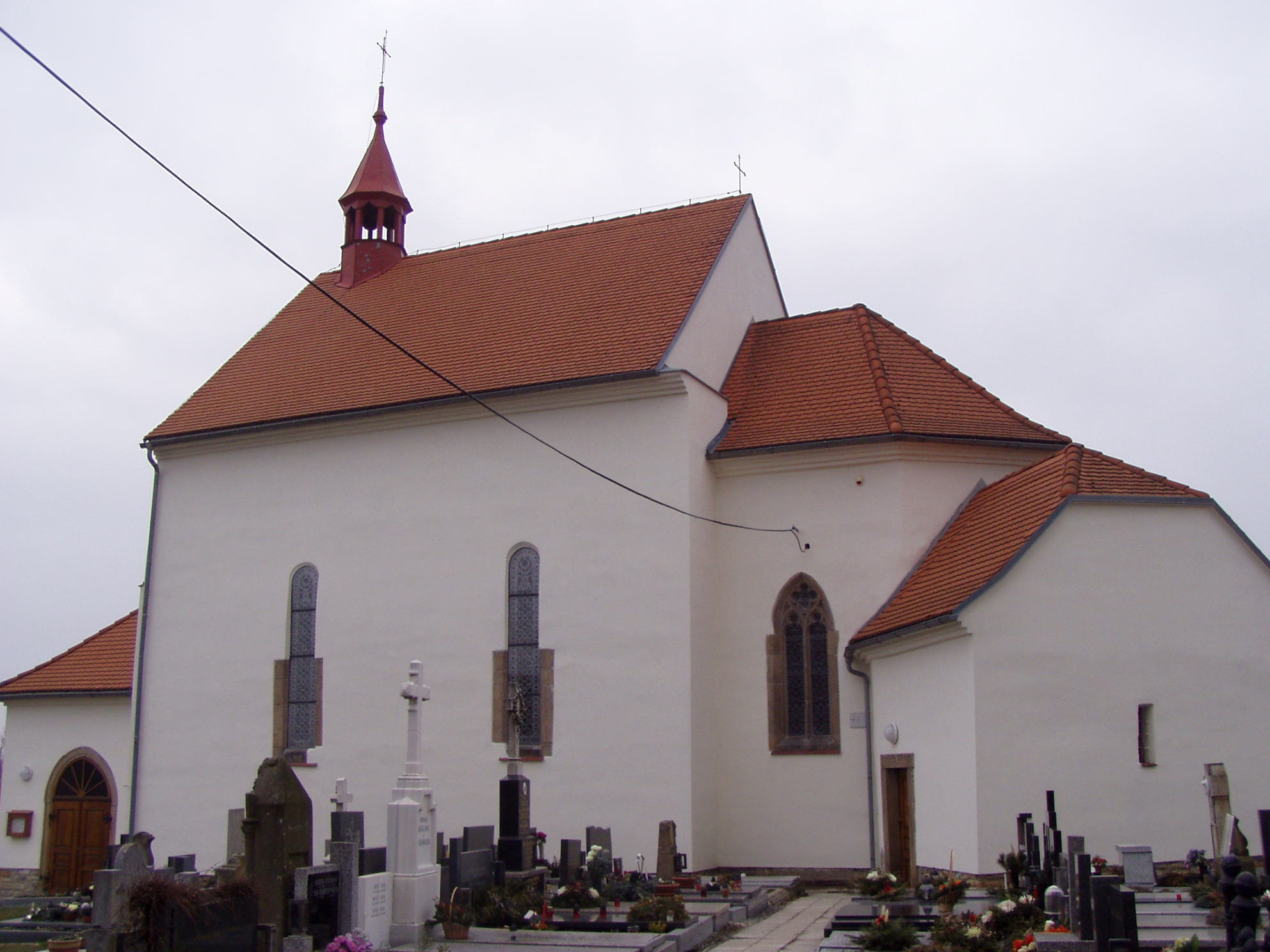
Kostel
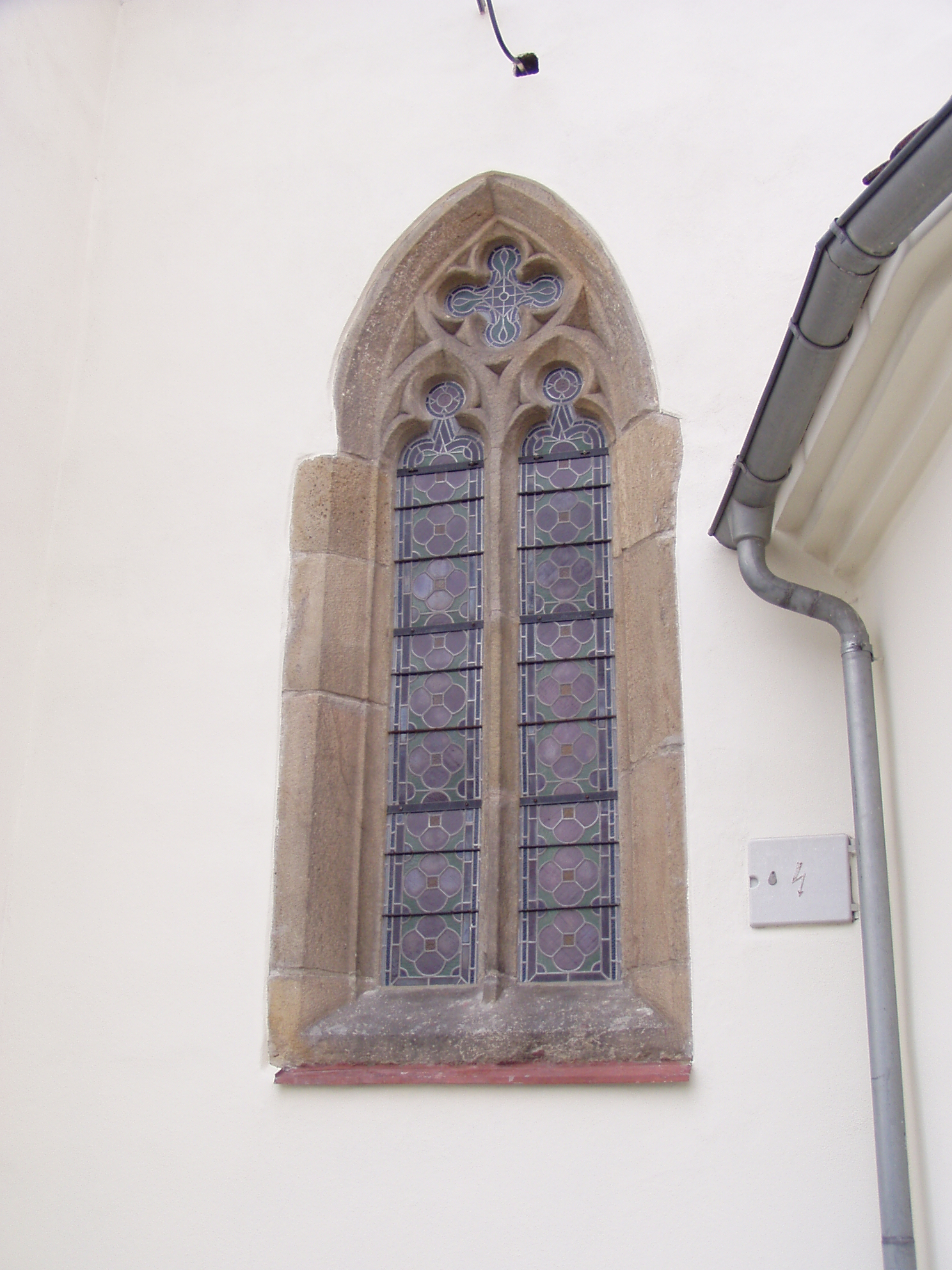
Okno s gotickou kružbou
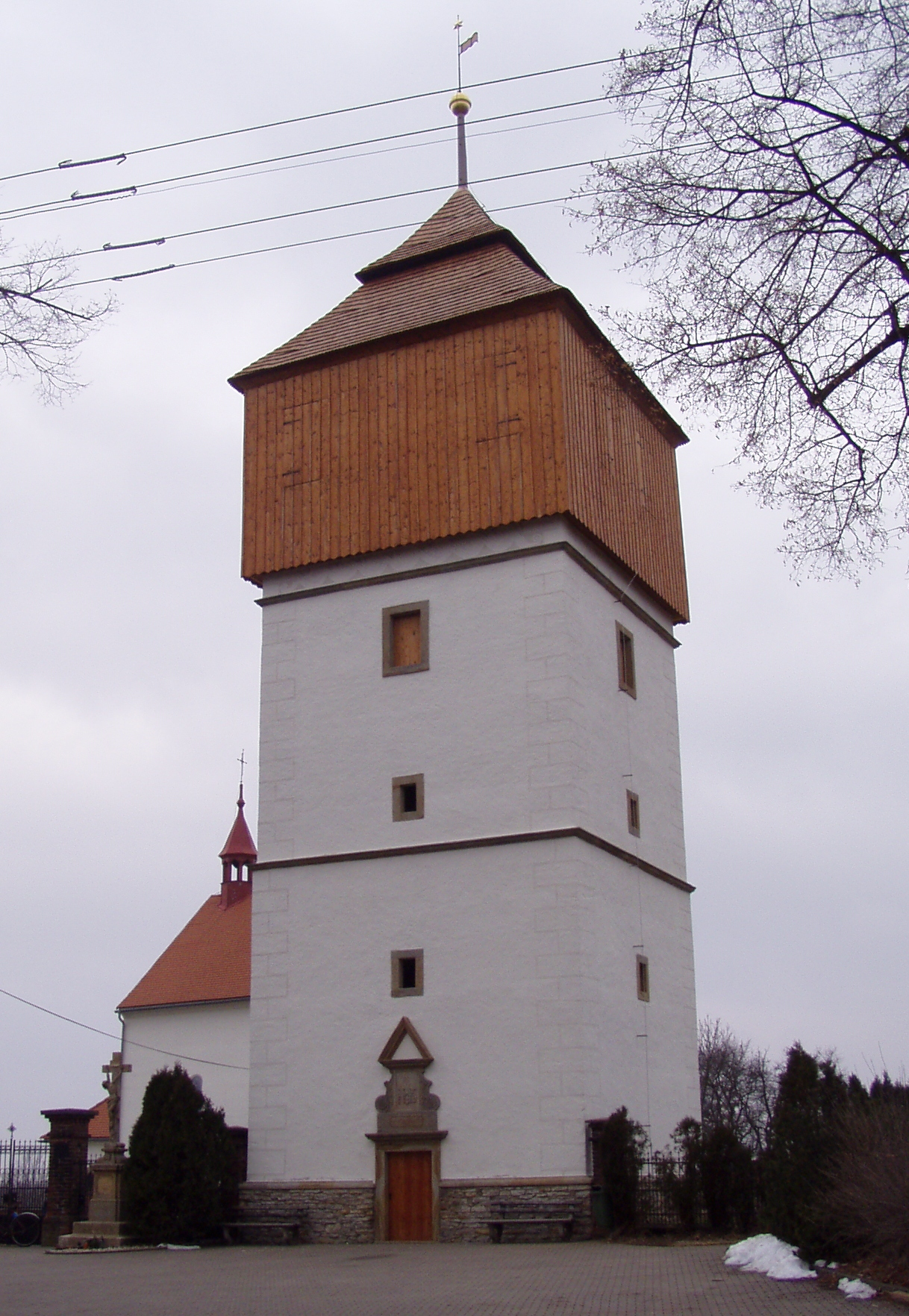
Zvonice